# Peña (Venezuela)
Peña é um município da Venezuela localizado no estado de Yaracuy.
A capital do município é a cidade de Yaritagua.